# Macajská kuchyně

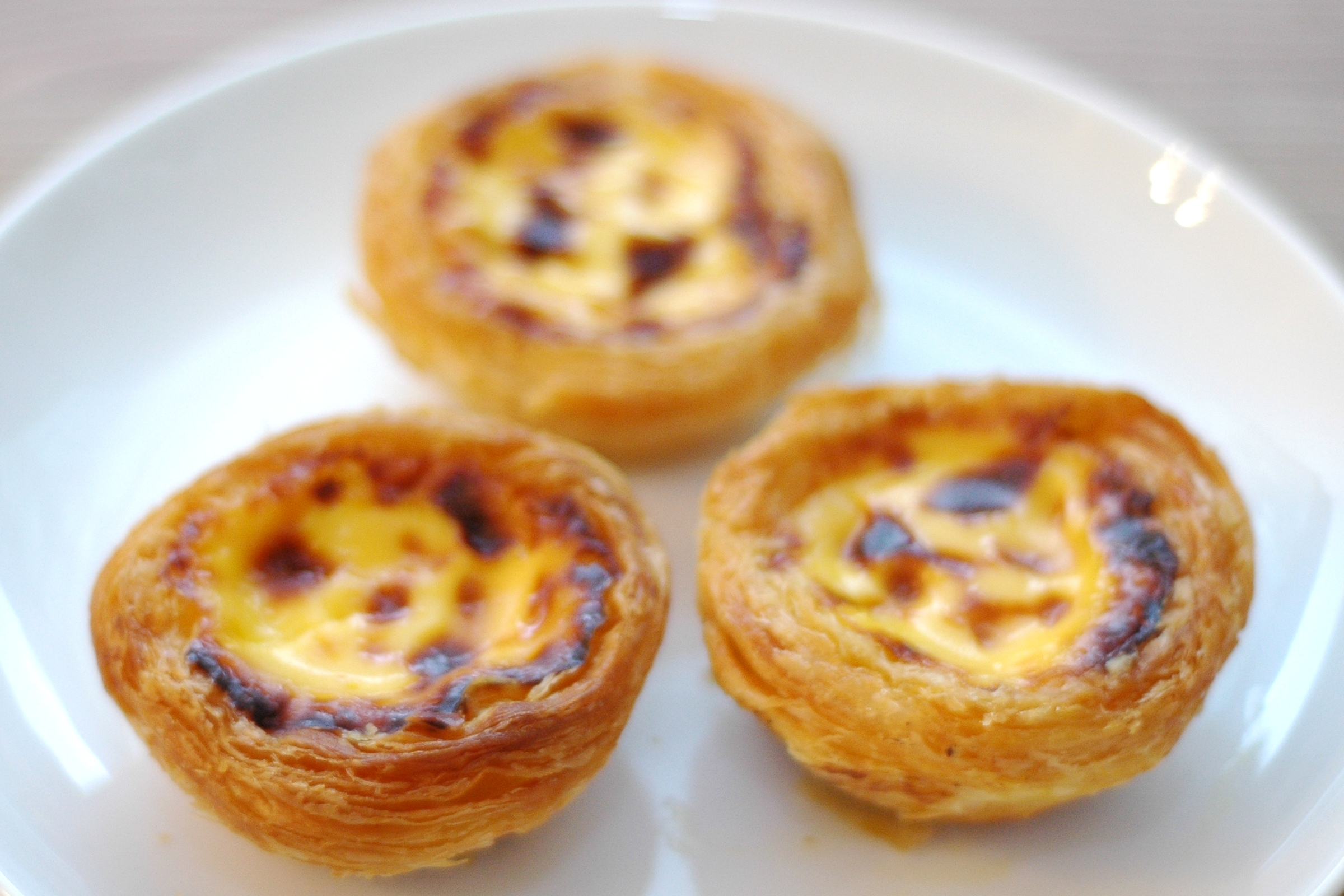
Vaječné koláčky pastel de nata

Macajská kuchyně (čínsky:澳門土生葡菜、澳门土生葡菜), tedy kuchyně Macaa, je směsící tradiční čínské kuchyně a kuchyně portugalských kolonistů. Existují zde i vlivy kuchyní jihovýchodní Asie (Malajsie) a kuchyní jiných portugalských kolonií.  Nejpoužívanějšími techniky při vaření je pečení a grilování. 
Vzhledem k své geografické poloze, bylo Macao součástí čínského území od starověku. Oblast obývají hlavně Číňané, a proto původní kuchyní Macaa byla čínská kuchyně. Od druhé poloviny 16. století se zde začali usazovat Portugalci kteří významně ovlivnili zdejší kuchyni o nové kulinářské techniky, nové ingredience a nové pokrmy. Moderní macajská kuchyně se považuje za typ fusion kuchyně - směsici tradiční čínské, portugalské kuchyně a také kuchyní portugalských kolonií (Jižní Amerika, Afrika).
Nejpoužívanějšími ingrediencemi jsou ryby, mořské plody (krevety, krabi, chobotnice), drůbeží maso (kuře, kachna), vepřové maso, tofu, rýže a různé druhy ovoce. K typickým dochucovadlům patří kurkuma, skořice, kokos a kokosové mléko, zázvor, čili papričky a bakalhao (sušená a sláná rozdrcená treska). K typickým pokrmům patří galinha à portuguesa, galinha à africana, cabidela, minči. 
Sladká jídla jsou zastoupena dezerty, jako jsou pastel de nata, serradura, mandlové koláčky a různé druhy pudinků (mangový, kokosový).

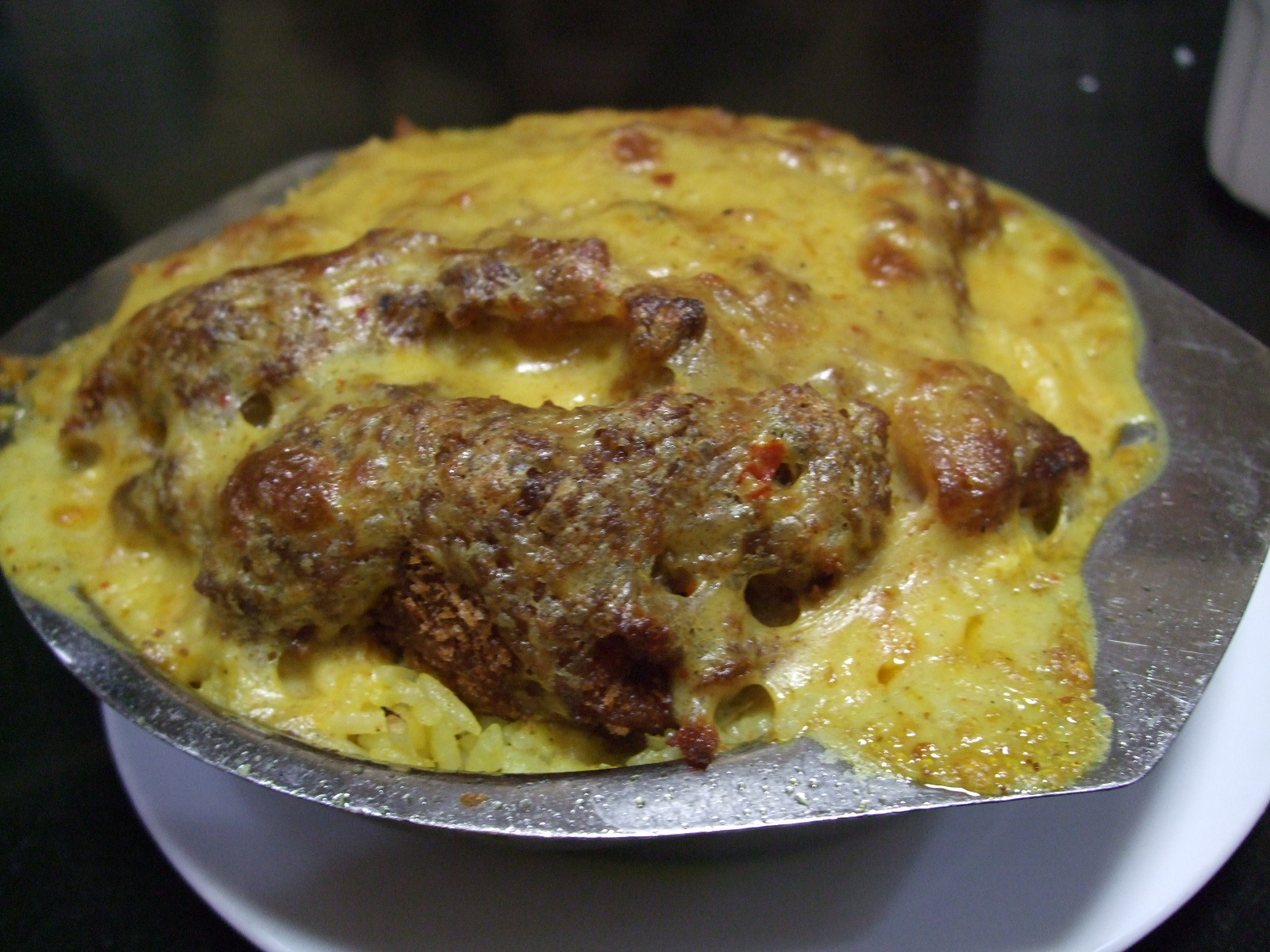
Galinha à Portuguesa
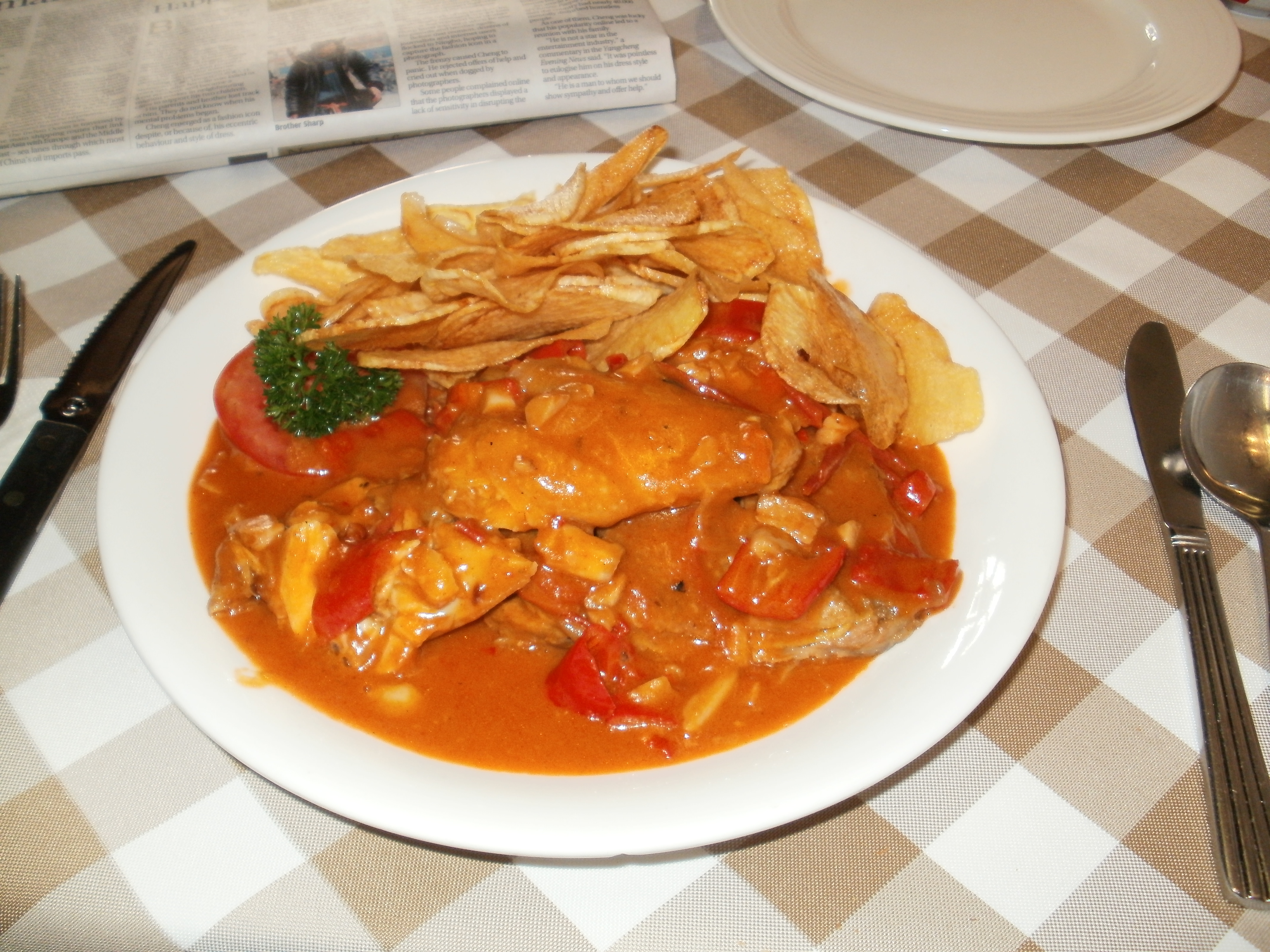
Galinha à Africana
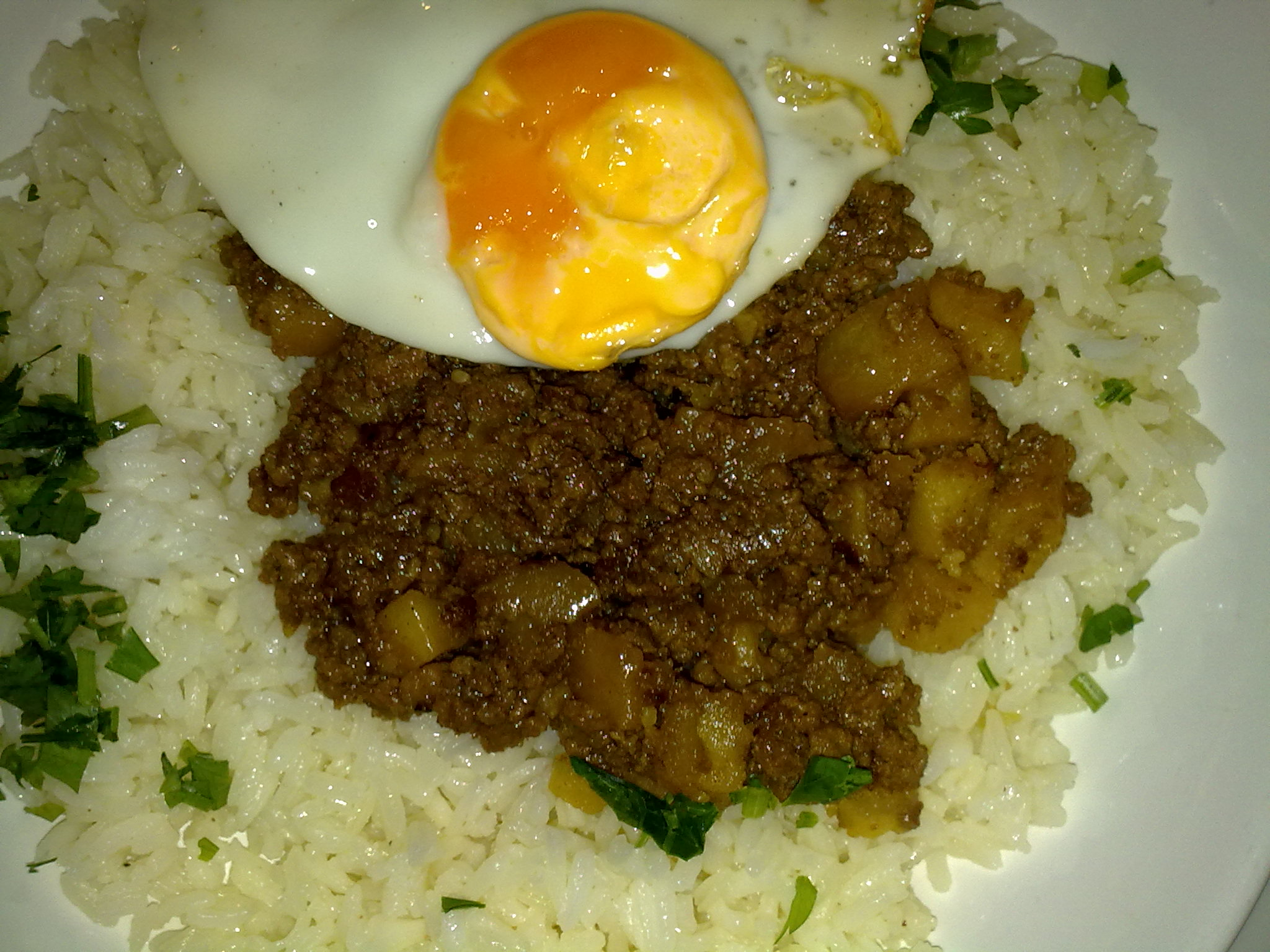
minči
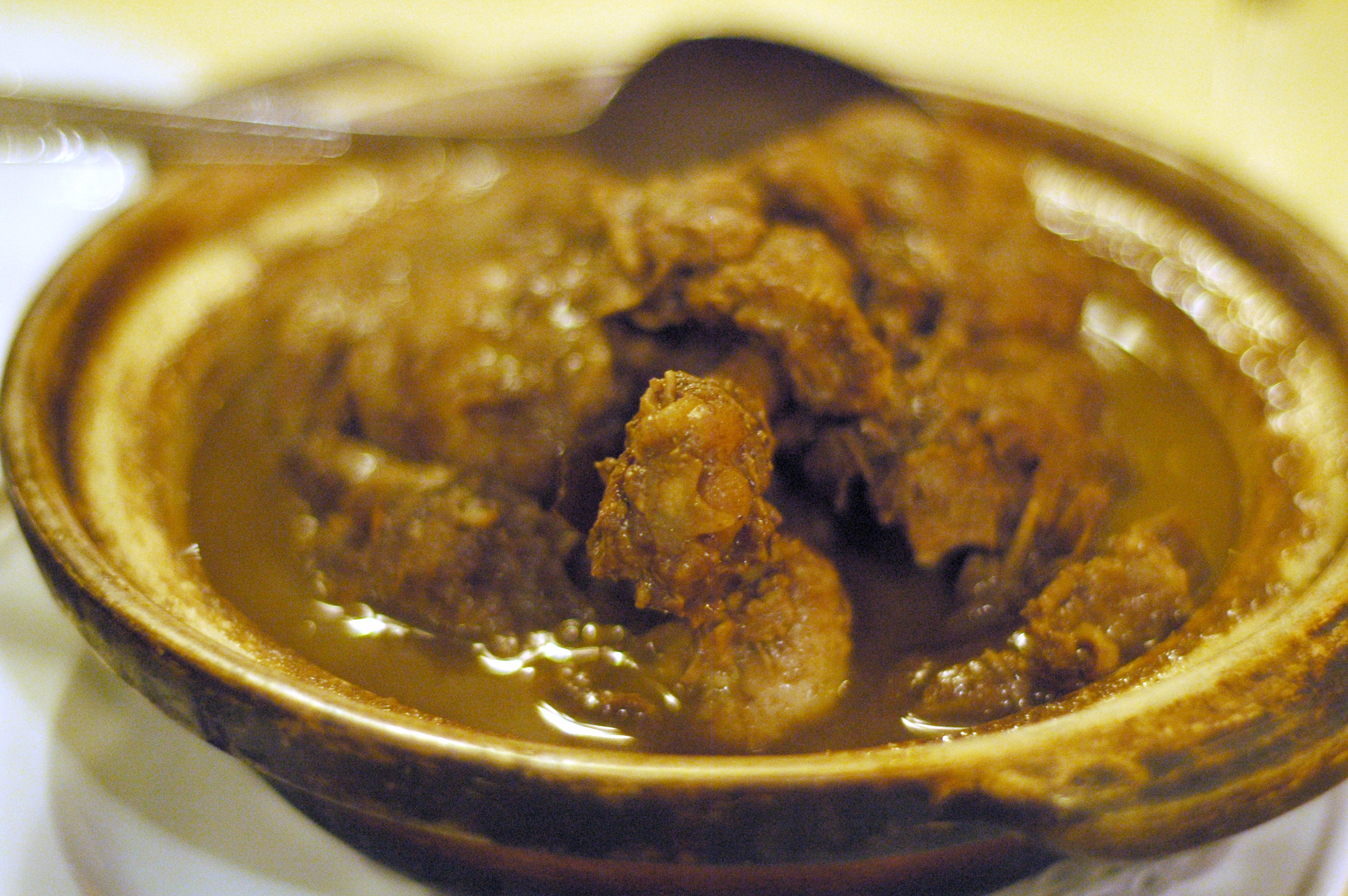
cabidela
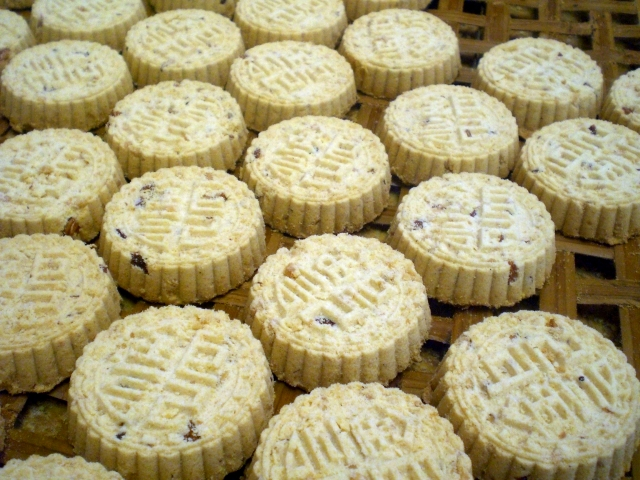
mandlové koláčky